# Turcos de Tracia Occidental

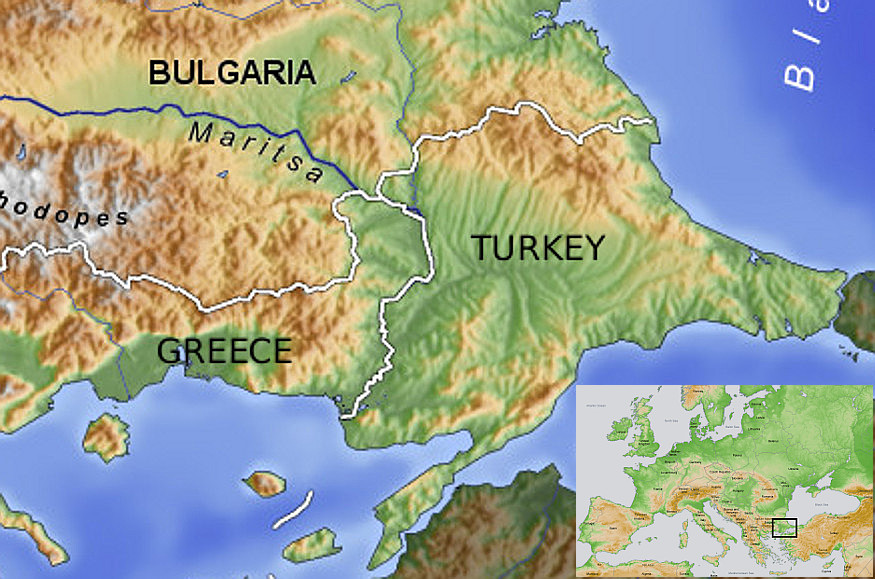
La región de Tracia. Tracia Occidental

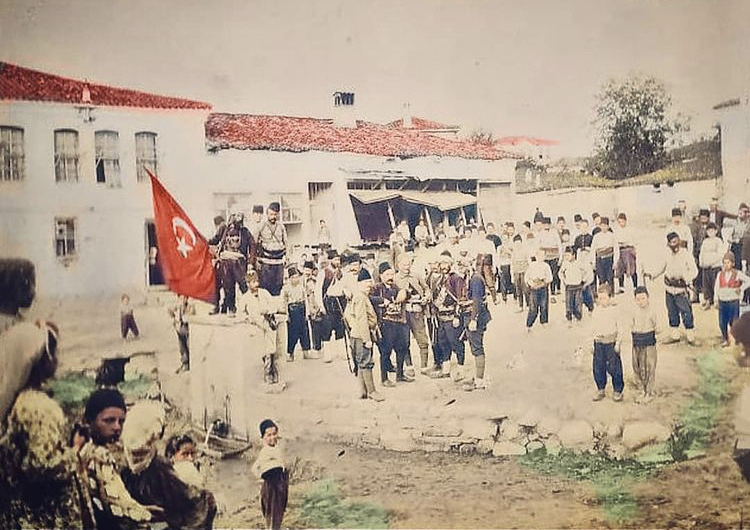
Soldados turcos voluntarios de la República de Tracia Occidental en las calles de Kardzali, 1913

Los Turcos de Tracia Occidental (en turco: Batı Trakya Türkleri, en griego: Τούρκοι της Δυτικής Θράκης, romanizado: Toúrkoi tis Dytikís Thrákis) son turcos étnicos que viven en Tracia Occidental, en la provincia de Macedonia Oriental y Tracia, en el noreste de Grecia.
Según el censo griego de 1991, había unos 50.000 turcos en Tracia Occidental, de los aproximadamente 98.000 que componen la minoría musulmana de Grecia. Otras fuentes estiman el tamaño de la comunidad turca entre 90.000 y 120.000. Los turcos de Tracia occidental no deben confundirse con los pomacos ni con los gitanos musulmanes de la misma región, que representan el 35% y el 15% de la minoría musulmana, respectivamente.
Debido al carácter multiétnico de la minoría musulmana de Grecia, que incluye a musulmanes griegos, turcos, pomacos y musulmanes romaníes, el Gobierno de Grecia no se refiere a ella por un origen étnico específico, ni reconoce a ninguna de estas etnias incluyendo a los turcos, como minoría étnica separada en Tracia Occidental, en su lugar, se refiere a toda la minoría musulmana por motivos religiosos, como la "minoría musulmana de Tracia Occidental" o "musulmanes griegos". Esto se ajusta al Tratado de Lausana del que Grecia, junto con Turquía, es miembro firmante. El Tratado de Lausana, junto con la Constitución griega y la Carta de los Derechos Fundamentales de la Unión Europea, consagra los derechos fundamentales de los turcos y otros grupos étnicos de Macedonia Oriental y Tracia y las obligaciones hacia ellos.

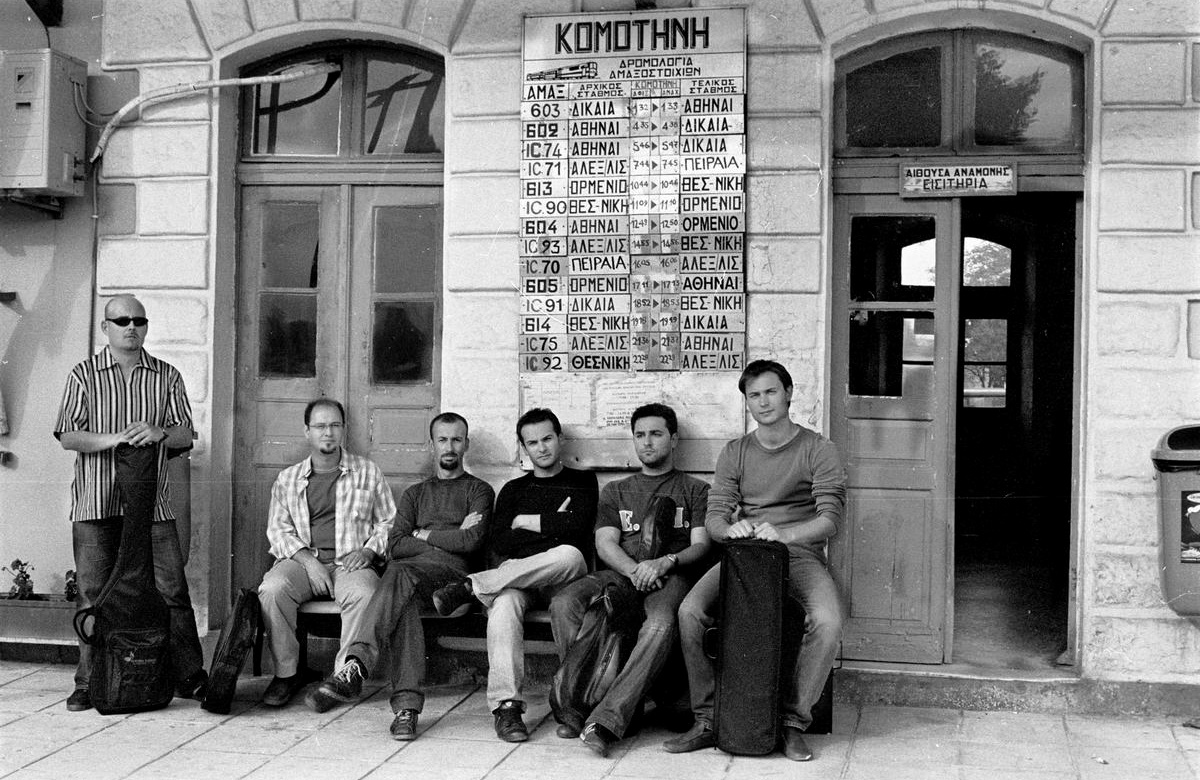
Western Thracian Turkish band Balkanatolia (2006)

## Historia
Partes de Tracia Occidental fueron invadidas por el creciente Imperio Otomano en 1354 y permanecieron bajo control otomano hasta 1913. En esta época, la comunidad turca superaba en número a la griega en cuatro a uno y poseía cerca del 84% de la tierra. El 31 de agosto de 1913, los turcos de Tracia Occidental habían formado la primera "república turca", el Gobierno Provisional de Tracia Occidental. Sin embargo, el 25 de octubre de 1913 fue tomada por el Reino de Bulgaria, que había salido victorioso en la primera guerra de los Balcanes. Al final de la Primera Guerra Mundial, tras la derrota de Bulgaria, Francia ocupó la zona, que pasó a manos griegas en virtud del Tratado de Sèvres en agosto de 1920. En virtud de un protocolo del mismo año, los turcos de Tracia Occidental quedaron exentos del acuerdo de intercambio de poblaciones entre Grecia y Turquía de 1922-1923 y se les concedieron derechos en el marco del Tratado de Lausana. Sin embargo, desde 1923, entre 300.000 y 400.000 turcos han abandonado Tracia Occidental, la mayoría de los cuales han emigrado a Turquía. Los verdaderos musulmanes griegos de la época otomana de Macedonia habían sido incluidos entre los "turcos" expatriados a Turquía en 1924, incluidos los Vallahades. En cambio, los turcos de Tracia Occidental son completamente distintos de los denominados musulmanes griegos y quedaron exentos de las condiciones del intercambio de población.
Una serie de estimaciones y censos realizados durante el periodo 1912-1920 arrojaron los siguientes resultados sobre la distribución étnica de la zona que se conocería como Tracia Occidental:
| Distribución general de la población en Tracia occidental (1912-1920) |            |         |          |         |        |         |
| Census/Estimate                                                       | Musulmanes | Pomacos | Búlgaros | Griegos | Otros  | Total   |
| 1912 estimate                                                         | 120,000    | -       | 40,000   | 60,000  | 4,000  | 224,000 |
| 1919 Bulgarian                                                        | 79,539     | 17,369  | 87,941   | 28,647  | 10,922 | 224,418 |
| 1919 Bulgarian                                                        | 77,726     | 20,309  | 81,457   | 32,553  | 8,435  | 220,480 |
| 1920 French                                                           | 74,730     | 11,848  | 54,092   | 56,114  | 7,906  | 204,690 |
| 1920 Greek                                                            | 93,273     | -       | 25,677   | 74,416  | 6,038  | 201,404 |

La población pomaca, dependiendo de la fuente, se contabilizaba a veces junto con los turcos según el sistema otomano de clasificación de personas en función de la religión, mientras que en otras ocasiones se especificaba por separado. Por otro lado, según la opinión búlgara, se les considera "musulmanes búlgaros" y parte integrante de la nación búlgara.
Según la tesis turca, tal y como se presentó en la Conferencia de Paz de Lausana (1920), la distribución general de la población en Tracia Occidental era la siguiente:
Durante el dominio otomano antes de 1912, los griegos constituían una minoría en la región de Tracia Occidental. Tras las Guerras de los Balcanes y la Primera Guerra Mundial, la demografía de la región cambió. Mientras que grupos como los turcos y los búlgaros disminuyeron, la población griega aumentó por el reasentamiento de diez mil refugiados griegos procedentes de otras zonas del Imperio Otomano, tras la huida de los refugiados griegos de Asia Menor, como consecuencia de la guerra greco-turca (1919-1922), el genocidio griego y el posterior intercambio de población entre Grecia y Turquía. De todos los refugiados griegos de Asia Menor (alrededor de 1,2 millones), el 8% de ellos fueron establecidos en la Tracia Occidental.
La razón del gobierno griego para asentar a los refugiados en esta región era reforzar la presencia griega en las provincias recién adquiridas y la homogeneización de la población. El gobierno griego reasentó especialmente a los refugiados en las regiones de Komotini, Xanthi y Sapes, donde vivía la mayoría de los turcos musulmanes.

## Demografía
La comunidad turca tiene una fuerte presencia en los departamentos de Komotini (en turco: Gümülcine) y Xanthi (en turco: İskeçe) de Macedonia Oriental y Tracia, mientras que apenas está presente en la prefectura de Evros, la más cercana a la frontera internacional con Turquía. Según las estimaciones, los musulmanes en su conjunto representan el 36-38% de la población del departamento de Rhodopi, el 12-24% en el departamento de Xanthi y menos del 5% en el departamento de Evros.

## Cultura

### Lenguas
Según Ethnologue, en 1976 el idioma turco era hablado por 128.000 personas en Grecia, la mayoría de las cuales se encuentran en la parte de Tracia Occidental de la provincia de Macedonia Oriental y Tracia. Sin embargo, la lengua griega también es muy utilizada.

## Obligaciones del Tratado de Lausana
Los artículos 37 a 45 del Tratado de Lausana establecen las obligaciones de los gobiernos griego y turco de proteger a las minorías turca y griega en sus territorios. Cada país acordó proporcionar lo siguiente:
- Protección de la vida y la libertad sin distinción de nacimiento, nacionalidad, lengua, raza o religión
- Libre ejercicio de la religión
- Libertad de circulación y de emigración
- Igualdad ante la ley
- Los mismos derechos civiles y políticos que disfruta la mayoría
- Libre uso de la lengua en privado, en el comercio, en la religión, en la prensa y las publicaciones, en las reuniones públicas y en los tribunales
- El derecho a establecer y controlar instituciones y escuelas benéficas, religiosas y sociales
- Escuelas primarias en las que se imparte la enseñanza en ambas lenguas.
- Plena protección de los establecimientos religiosos y de las fundaciones piadosas.

El Tratado de Lausana definió los derechos de las comunidades musulmanas de Tracia Occidental, sobre la base de la religión, no de la etnia, así como mantuvo un equilibrio entre las comunidades minoritarias de ambos países (turcos en Grecia y griegos en Turquía) sobre las obligaciones recíprocas hacia cada una de esas minorías. El Tratado contenía obligaciones específicas para sus derechos culturales y religiosos. Éstos se han respetado en gran medida, en contraste con las medidas adoptadas por los sucesivos gobiernos turcos contra la minoría griega en Turquía (como los batallones de trabajos forzados, el pogromo de Estambul y la Varlik Vergisi), minoría que hoy está casi eliminada (de 70.000 en 1923 a 3.000 en 2000).

## Política

### Miembros del Parlamento griego
En 1990 se promulgó una nueva ley electoral en Grecia, que establecía un umbral de al menos el 3% de los votos a nivel nacional para que un partido estuviera representado en el parlamento. En consecuencia, los diputados turcos independientes no pudieron ser elegidos en las elecciones de 1993. Desde entonces, la minoría turca en el Parlamento heleno está representada por diputados turcos pertenecientes a partidos políticos de ámbito nacional, y el Partido de la Amistad, la Igualdad y la Paz, que sucedió a la Lista Musulmana Independiente en 1991, prácticamente desapareció de la escena electoral.

### Elecciones legislativas griegas, 2009
Actualmente hay dos diputados turcos de la parte de Tracia Occidental de Macedonia Oriental y Tracia, ambos afiliados al Movimiento Socialista Panhelénico: Tsetin Mantatzi (Xanthi) y Achmet Chatziosman (Ródope), expresidente (1999-2007) del Partido de la Amistad, la Igualdad y la Paz creado por el exdiputado (1989) Sadik Achmet en 1991.
Se han presentado al menos 14 candidatos de la minoría turca, principalmente en Ródope y Xanthi.
Por Nueva Democracia, los exdiputados (2004-2007) Ilchan Achmet y Achmet Achmet son candidatos en Ródope, y en Xanthi Aisel Zeimpek y Achmet Mpountour. Zeimpek había perdido su ciudadanía griega en virtud del artículo 19 del Código de Ciudadanía griego, que permite su revocación a los griegos no étnicos que abandonan el país. Tras una larga batalla legal, finalmente ganó su caso con un segundo recurso ante el Tribunal Europeo de Derechos Humanos y volvió a obtener su ciudadanía griega en 2001.
Por el PASOK, Tsetin Mantatzi y Seval Osmanoglou están entre los 5 candidatos en Xanthi, Rintvan Kotzamoumin y Achmet Chatziosman entre los 5 en Ródope.
Por el KKE (que actualmente no tiene ningún diputado en Xanthi o Rhodope), Faik Faik en Rhodope y Chasan Efendi en Xanthi.
Por parte de SYRIZA (que actualmente no tiene ningún diputado en Xanthi o Ródope), Chasan Malkots y Chousein Zeimpek son candidatos en Xanthi, and in Rhodope Dr. Moustafa Moustafa (exdiputado) y Tzelalentin Giourtsou.

### Elecciones al Parlamento Europeo
En las 2014 y en las elecciones al Parlamento Europeo de 2019 en Grecia, el Partido de la Amistad, la Igualdad y la Paz (DEB) se ha erigido como el primer partido en las unidades regionales de Xanthi y Ródope, bajo la dirección de Moustafa Ali Tsavous, y más actualmente bajo Tsidem Asafoglou, respectivamente. En las elecciones de 2019, el DEB obtuvo el 38% de los votos en la unidad regional de Xanthi y el 25,24% de los votos en la unidad regional de Ródope. El DEB también recibió el 1,30% de los votos en la unidad regional de Evros. Mientras que en el conjunto de la región de Macedonia Oriental y Tracia, el partido quedó como el tercer partido más importante después de los dos primeros partidos nacionales Nueva Democracia y Syriza..[cita requerida]

## Derechos humanos

### Ciudadanía
De acuerdo con el antiguo artículo 19 de la Ley de Ciudadanía de 1955 (n.º 3370), una persona de origen étnico no griego que abandone Grecia sin intención de regresar puede ser declarada como perdedora de la nacionalidad griega. Según el gobierno griego, entre 1955 y 1998, aproximadamente 60.000 personas griegas musulmanas, predominantemente turcas, fueron privadas de su ciudadanía en virtud del artículo 19. De estas 60.000, aproximadamente 7.182 perdieron la nacionalidad entre 1981 y 1997. La aplicación de esta ley a los turcos de Tracia Occidental fue una medida de represalia en respuesta al devastador pogromo patrocinado por el Estado que se dirigió a los griegos de Estambul en septiembre de 1955. El pogromo precipitó un éxodo de griegos étnicos de Turquía. El artículo 19 fue derogado en 1998, aunque no con carácter retroactivo.

### Identidad étnica
Desde que el Tratado de Lausana utilizó el criterio de la religión para referirse a las comunidades étnicas, el Gobierno griego ha insistido habitualmente en que la base de identificación de una minoría es religiosa y no étnica (o nacional). Así, los funcionarios griegos se refieren a la minoría musulmana en Grecia como musulmanes griegos, que se asentaban principalmente en Tracia Occidental. Las comunidades musulmanas también vivían en Macedonia griega, Epiro y Creta (véase Turcos cretenses) y eran descendientes de griegos de la época otomana convertidos al islam que se unieron a los  turcos. Sin embargo, estas comunidades concretas fueron trasladadas de Grecia a Turquía tras el Intercambio de población firmado entre ambos países en 1922-23, del que sólo quedaron exentos los musulmanes griegos de Tracia Occidental.
Las políticas de los sucesivos gobiernos griegos se negaron a reconocer la existencia de una comunidad étnica turca en el norte de Grecia, e insistieron en referirse a los turcos de Tracia Occidental como musulmanes griegos, sugiriendo que no eran de origen étnico turco, sino que eran descendientes de griegos conversos al Islam de la época otomana, como los Vallahades y otros musulmanes griegos de Macedonia griega. Esta política se introdujo inmediatamente después de la declaración de independencia de la República Turca del Norte de Chipre en 1983 en tierras que una vez tuvieron una mayoría griega del 82% antes de convertirse en refugiados durante la invasión turca en 1974. El gobierno griego declaró que se trataba de una medida para evitar la posibilidad de que la región griega de Macedonia Oriental y Tracia se convirtiera en un "segundo Chipre" en algún momento en el futuro o de que fuera cedida a Turquía sobre la base del origen étnico de sus habitantes musulmanes.
Los tribunales griegos también han prohibido el uso de la palabra "turco" para describir a la comunidad turca. En 1988, el Tribunal Supremo griego confirmó una decisión de 1986 del Tribunal de Apelación de Tracia en la que se ordenaba el cierre de la "Unión de Asociaciones Turcas de Tracia Occidental". El tribunal sostuvo que el uso de la palabra "turco" se refería a los ciudadanos de Turquía, y no podía utilizarse para describir la ciudadanos de Grecia; se consideró que el uso de la palabra "turco" para describir a los musulmanes griegos ponía en peligro el orden público. Esto hizo que unas 10.000 personas se manifestaran contra la decisión en Tracia Occidental. Según los miembros de la minoría turca, era la primera vez que los turcos étnicos salían a la calle.

### Libertad de expresión
Se publican más de 10 periódicos en lengua turca. Según algunas fuentes, los periódicos, revistas y libros publicados en Turquía no pueden entrar en Tracia Occidental, y las emisoras de radio y televisión turcas sufren a veces interferencias. Según otras fuentes, la minoría tiene acceso pleno e independiente a sus propios periódicos radio, televisión y otros medios escritos procedentes de Turquía, independientemente de su contenido.

### Libertad religiosa
Según el Tratado de Lausana, la minoría musulmana tiene derecho a la libertad de religión y a controlar las instituciones caritativas y religiosas. Sin embargo, la comunidad turca considera que estas garantías del derecho internacional han sido violadas por el gobierno griego al negar el permiso para reparar o reconstruir las antiguas mezquitas o para construir nuevas mezquitas, al negar el derecho a elegir a los muftíes (estos jefes religiosos), y al tratar de controlar las fundaciones benéficas de las comunidades turcas. Según otra fuente 
sólo en la prefectura de Xanthi se están construyendo más de cinco nuevas mezquitas y sólo en la prefectura de Ródope se están construyendo 19 nuevas mezquitas, mientras que en la misma prefectura el número de mezquitas supera las 160.

### Incidentes
Según un informe de una organización local, se han producido frecuentes (seis en 2010 y tres en los primeros meses de 2011) ataques contra la propiedad privada y pública de los turcos en Tracia Occidental. Entre los incidentes recientes hay tres en 2010 (en Kahveci, Kırmahalle, Popos e Ifestos en Komotini) en los que los atacantes profanaron cementerios turcos y rompieron lápidas. También se produjeron ataques contra mezquitas, asociaciones turcas y consulados turcos, los atacantes utilizaron métodos como el lanzamiento de piedras, bombas molotov y daños a edificios.

## Migration

### Diáspora
Entre 300.000 y 400.000 turcos han abandonado Tracia Occidental desde 1923; la mayoría emigró a Turquía. Los turcos de Tracia Occidental también han emigrado a Alemania, los Países Bajos, los Estados Unidos, el Reino Unido, Australia, Austria e Italia. Así pues, se calcula que en total hay un millón de turcos cuyas raíces proceden de Tracia Occidental.

### Europa
Se estima que hay entre 25.000 y 40.000 turcos de Tracia Occidental viviendo en Europa Occidental.

#### Reino Unido
Se calcula que entre 600 y 700 turcos de Tracia Occidental viven en Londres, aunque no se incluyen los nacidos en Gran Bretaña. Se desconoce el número total que vive fuera de la capital. Sin embargo, incluso su pequeño número, los turcos de Tracia Occidental en el Reino Unido tienen su propia comunidad (Asociación de Turcos de Tracia Occidental del Reino Unido).